# Escut de Ciutadilla

Escut oficial de Ciutadilla

L'escut oficial de Ciutadilla té el següent blasonament:
Escut caironat: d'atzur, una espasa flamejada d'argent acostada de 2 escudets d'argent amb 2 faixes d'atzur. Per timbre una corona de marquès 

## Història
Va ser aprovat el 6 de setembre de 1994 i publicat en el DOGC el 19 del mateix mes.
L'espasa flamejant és l'atribut de sant Miquel, patró de la localitat. Els dos escudets a banda i banda són les armes dels Guimerà, senyors de la vila des del segle xiv. La corona recorda que Ciutadilla va esdevenir un marquesat el 1702.